# Aitor Esteban
Luis Aitor Esteban Bravo (Bilbao, Vizcaya, 21 de junio de 1962) es un abogado, jurista, profesor universitario y político español de ideología nacionalista vasca. Es presidente del Euzkadi Buru Batzar del Partido Nacionalista Vasco desde 2025.  
Anteriormente, desde 2004, fue diputado en el Congreso de los Diputados, donde ejerció de portavoz del Grupo Parlamentario Vasco desde 2012. El 26 de marzo de 2025 dio su último discurso en el Congreso.
Desde 1987 es profesor universitario de Derecho constitucional y Derecho administrativo en la Universidad de Deusto.

## Biografía
Su madre es soriana, de Cañamaque. Su padre, nacionalista vasco, le enseñó los primeros rudimentos de euskera, aunque no lo hablaba. Estudió en el colegio Corazón de María de Bilbao y más tarde bachillerato en el Instituto Central. Se licenció en Derecho en la Universidad de Deusto (1980-1985).
Fue abogado de la empresa ferroviaria TECSA (1985-1986). Luego fue letrado de las Juntas Generales de Vizcaya durante cuatro años (1987-1991).
Se doctoró en Derecho en la Universidad de Deusto en 1996 con la tesis "La institucionalización de un país: nacionalismo e instituciones vascas", dirigida por el catedrático Pablo Lucas Verdú.
Desde 1987 es profesor universitario de Derecho constitucional y Derecho administrativo en la Universidad de Deusto. Fue el segundo profesor en dar clases de Derecho en euskera de la Facultad de Derecho de la Universidad de Deusto, después de Xabier Arzalluz.

## Trayectoria política
Se afilió al Partido Nacionalista Vasco en 1978 y en 1983 fue elegido secretario del Consejo Nacional de Euzko Gaztedi Indarra (EGI), dos años después fue nombrado apoderado de la Asamblea Nacional y en 1991 accedió al cargo de portavoz y secretario de Presidencia de la Diputación de Vizcaya. Entre 1995 y 2003 fue presidente de las Juntas Generales de Vizcaya, siendo sucedido en el cargo por Ana Madariaga.
En las elecciones generales de 2004 fue elegido diputado en el Congreso de los Diputados por Vizcaya, repitiendo en las elecciones de 2008, 2011, 2015, 2016, abril de 2019 y noviembre de 2019. El 18 de diciembre de 2012 sustituyó a Josu Erkoreka como portavoz del PNV en el Congreso de los Diputados.
Considerado como uno de los mejores parlamentarios del Congreso, en 2017 le fue otorgado el premio "Emilio Castelar" al mejor orador del Congreso de los Diputados.

## Vida privada
Casado con Itxaso Atutxa, tiene dos hijos y vive desde hace años en Ceberio.